# ダヴ (トイレタリー)
ダヴ（Dove）は、ユニリーバが保有する、パーソナル・ケア（トイレタリー）製品のブランド。
ダヴの製品は、アルゼンチン、オーストラリア、ブラジル、カナダ、ドイツ、インド、アイルランド、オランダ、タイ王国、トルコ、アメリカ合衆国で製造されている。製品は35か国以上で販売されており、女性用のみならず男性用の商品も供給されている。ダヴの商標とブランドは現在は、ユニリーバが保有している。英字のダヴ（Dove）のロゴには、鳩を意味するブランド名にちなんで鳥のシルエットが添えられているが、その色は様々なものがある。
このブランドの製品には、制汗/脱臭スピレー、ボディウォッシュ、化粧石けん、ローション/モイスチャライザー、ヘアケア製品、フェイシャルケア製品などがある。もともとダヴは、合成界面活性剤から作られており、石けん類はヤシの実の核からとった植物油や、動物の脂肪（ヘット）からとった塩を使っていた。イギリス以外の各国では、ダブ製品の石けんは（他の多くの石けんと同じように）動物性脂肪から製造されており、植物油から作ったベジタリアン用の石けんとは異なり、ヴィーガン（Vegan）とは見なされない。ダヴの製品は、中性となるよう製造されており、水素イオン指数（pH値）は6.5から7.5の間になる。

## マーケティング・キャンペーン
2006年、ダヴは the Dove Self-Esteem Fund（仮訳：ダヴ自信向上基金）の活動を始めた。その目的は、「少女たちがより広く多様に定義された美に目を向け、自分たちにもっと自信を持つように、教育や刺激を与え、変化を手助けすること」であった。これ以降、ダヴは、第40回スーパーボウルの際に75秒スポットとして放映された『Daughters』や、カンヌ国際広告祭で2つの賞を受賞した『Evolution』、『Onslaught』、『Amy』など、おもにオンライン上で視聴する短編フィルム並みの映像広告作品を数多く制作している。

## 評価
2011年のブランド・トラスト・レポート（The Brand Trust Report）によると、ダヴは、インドで最も信頼されているブランドのひとつである。

## 製品

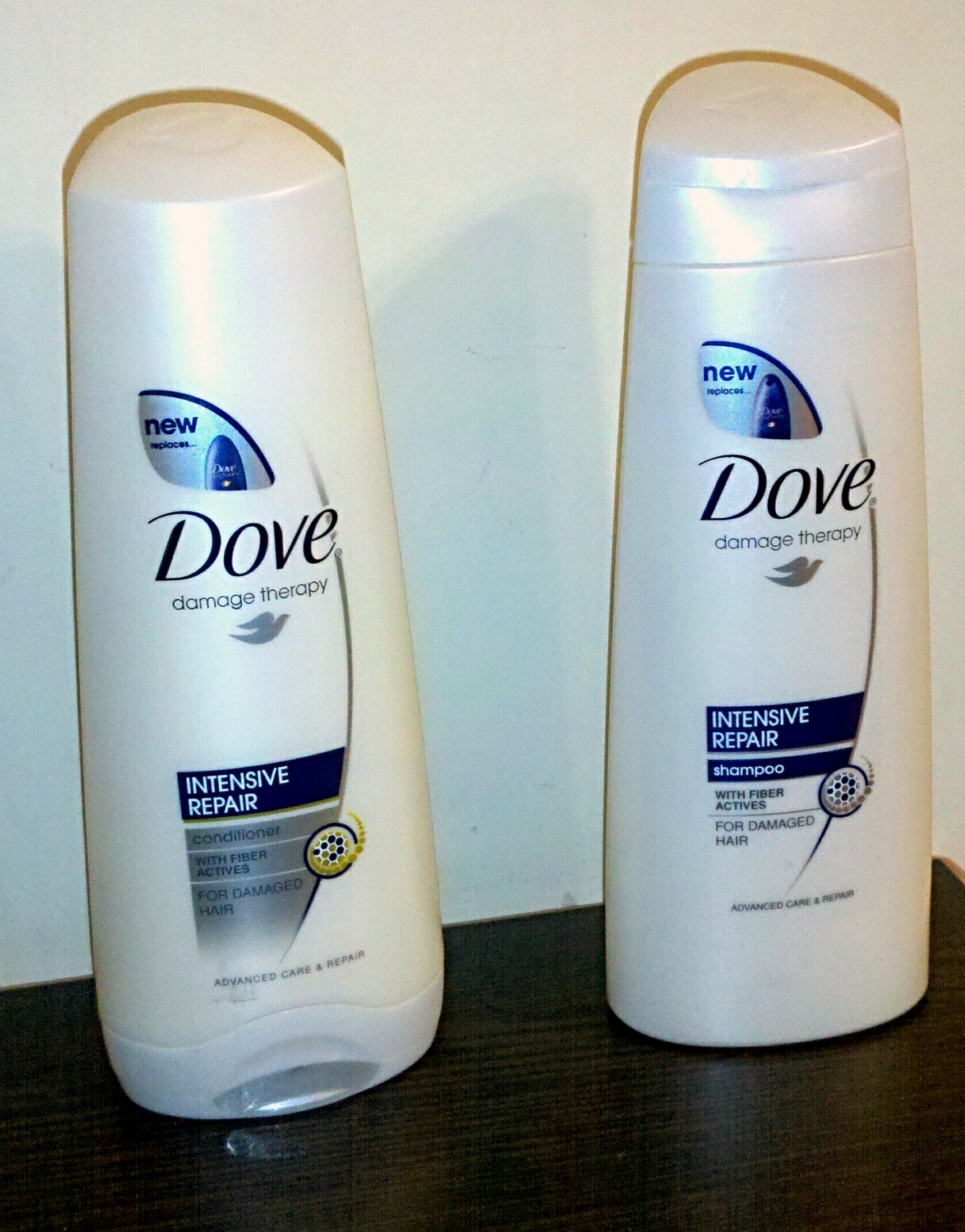
ダヴのシャンプーとコンディショナー